# Сридњак
Сридњак је мало ненасељено острво у хрватском делу Јадранског мора.
Сридњак се налази око 1,6 км јужно од насеља Прижбе на острву Корчули. Површина острва износи 0,016 км². Дужина обалске линије је 1,87 км.. Највиши врх је 60 метара. 